# راشد الحدادين

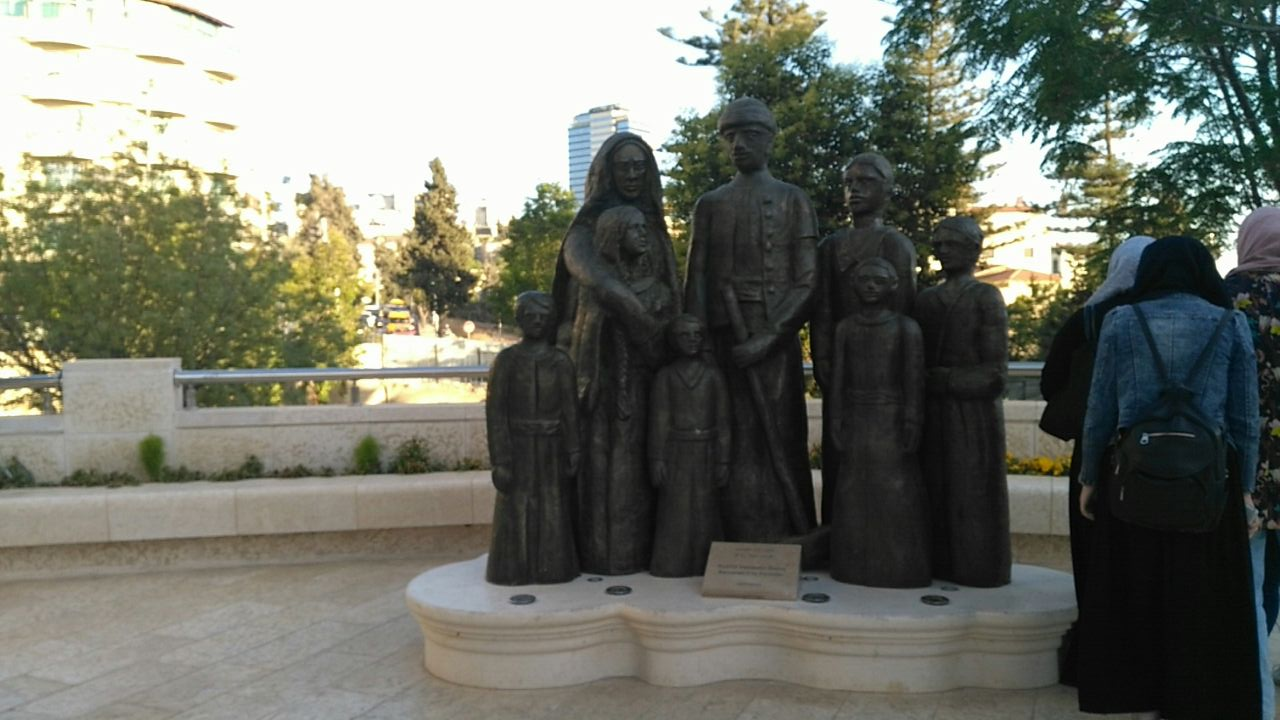
نصب راشد الحدادين أمام مبنى بلدية رام الله الجديد

راشد الحدادين هوَ مؤسس مدينة رام الله، وهو شيخ إحدى عشائر الكرك المسيحية. جاء راشد إلى فلسطين في منتصف القرن السادس عشر، حيثُ كان قد قرر الرحيل عن موطنه بسبب تعقيدات عادات العشائر هناك، ويحكى أنه اشترى خربة رام الله من عائلات البيرة القدامى، دون أن يعلم أنه كان يؤسس لمدينة سيكون لها دور هام في تاريخ الفلسطينيين، وتجسد تماثيل الأسود الخمسة الواقعة في ساحة المنارة وسط مدينة رام الله تاريخ المدينة، وتعتبر هذه الأسود الخمسة رمزاً لأبناءه، وتعطي صورة لأصول العائلات.
في 3 أبريل 2017 قامت بلدية رام الله بتشييد نصب تذكاري لراشد الحدادين بهدف تخليد ذكراه وتعريف الأجيال القادمة بفضلة في تأسيس مدينة رام الله، ويُذكر أنَّ هذا النصب جاء بتبرع من السيد حنا غانم وشقيقته السيدة نجمة غانم، ونفذه الفنانان سُليمان منصور ونبيل العناني.